# Loma Bonita, Santa Catarina Yosonotú
Loma Bonita är en ort i Mexiko.   Den ligger i kommunen Santa Catarina Yosonotú och delstaten Oaxaca, i den sydöstra delen av landet, 300 km sydost om huvudstaden Mexico City. Loma Bonita ligger 2 438 meter över havet och antalet invånare är 178.
Terrängen runt Loma Bonita är kuperad åt nordost, men åt sydväst är den bergig. Runt Loma Bonita är det ganska tätbefolkat, med 72 invånare per kvadratkilometer. Närmaste större samhälle är Villa Chalcatongo de Hidalgo, 10,6 km öster om Loma Bonita. Trakten runt Loma Bonita består i huvudsak av gräsmarker.